# 日沃讷
日沃讷（法語：Givonne，法語發音：[ʒivɔn]）是法国大東部大區阿登省的一个市镇，属于色当区。

## 地理
日沃讷（49°43'14"N, 4°59'17"E）面积14.04 平方千米，位于法国大東部大區阿登省，该省份为法国北部内陆省份，西接埃纳省，南至马恩省，东临默兹省，北与比利时接壤。
与日沃讷接壤的市镇（或旧市镇、城区）包括：巴朗、拉沙佩勒、代尼、伊利、色当、巴泽耶。

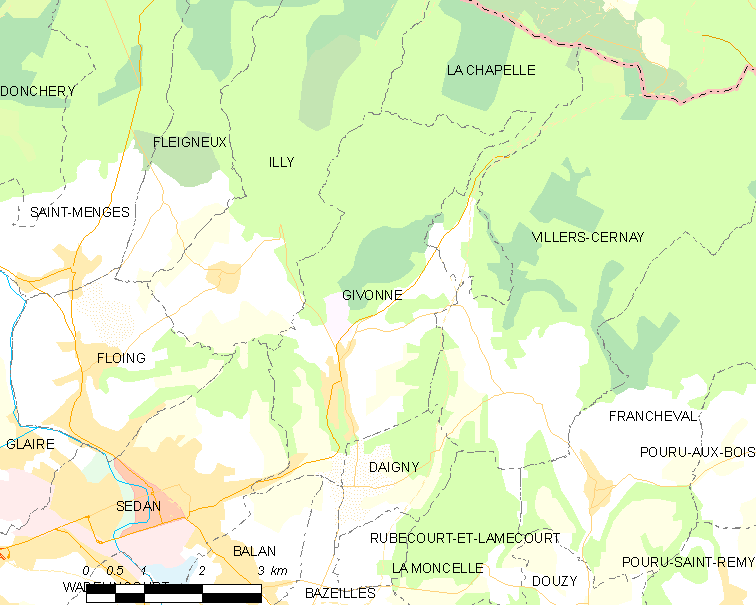
日沃讷的OSM定位图

日沃讷的时区为UTC+01:00、UTC+02:00（夏令时）。

## 行政
日沃讷的邮政编码为08200，INSEE市镇编码为08191。

## 政治
日沃讷所属的省级选区为色当第二县。

## 人口

1962-2008年间日沃讷人口变化图示

日沃讷于2022年1月1日时的人口数量为1055人。